# Cryptolestes puncticollis
Cryptolestes puncticollis is een keversoort uit de familie dwergschorskevers (Laemophloeidae). De wetenschappelijke naam van de soort werd in 1829 gepubliceerd door Max Fleischer.